# Tytthoscincus panchorensis
Espèce
Tytthoscincus panchorensis est une espèce de sauriens de la famille des Scincidae.

## Répartition
Cette espèce est endémique du Penang en Malaisie. Elle se rencontre sur l'île de Penang.

## Étymologie
Son nom d'espèce, composé de panchor et du suffixe latin -ensis, « qui vit dans, qui habite », lui a été donné en référence au lieu de sa découverte, le parc d'État du Bukit Panchor.

## Publication originale
- Grismer, Muin, Wood, Anuar & Linkem, 2016 : The transfer of two clades of Malaysian Sphenomorphus Fitzinger (Squamata: Scincidae) into the genus Tytthoscincus Linkem, Diesmos, & Brown and the description of a new Malaysian swamp-dwelling species. Zootaxa, no 4092 (2), p. 231–242.